# Akira (pel·lícula)
|  | Per a altres significats, vegeu «Akira». |

Akira (アキラ) és una pel·lícula japonesa de dibuixos animats d'estil ciberpunk del 1988 que va ser dirigida per Katsuhiro Otomo. Otomo, junt amb Izo Hashimoto van escriure'n el guió, que es basa en la primera meitat de la història que narra el còmic (manga) homònim també creat per Otomo. Destaquen les veus de Mitsuo Iwata, Nozomu Sasaki, Mami Koyama i Taro Ishida.
La pel·lícula se situa en una versió distòpica de la ciutat de Tòquio l'any 2019. L'argument se centra en un motorista adolescent, en Tetsuo Shima, qui té estranys poders psíquics i el cap de la banda de motoristes i amic seu, en Shotarō Kaneda. En Kaneda intenta evitar que en Tetsuo alliberi l'ens psíquic anomenat Akira. Mentre que la majoria de personatges i localitzacions es van adaptar del manga original, l'argument, reestructurat, s'allunya força de l'original, ja que bona part de la segona part del còmic està retallada.
La pel·lícula va esdevenir un clàssic de culte arreu i es considera una fita de l'animació japonesa.

## Argument
El 16 de juliol del 1988 una explosió enorme destrueix Tòquio i origina la Tercera Guerra Mundial. El 2019, 31 anys després de l'explosió, la ciutat ha estat reconstruïda i rebatejada amb el nom de Neo-Tòquio. A Neo-Tòquio, en Shotarō Kaneda és el cap dels "Càpsules", una banda de motoristes (bōsōzoku) que es baralla amb una banda rival anomenada els "Clowns" (Pallassos). Durant una d'aquestes baralles en Tetsuo Shima, el millor amic d'en Kaneda, té un accident i queda ferit quan es creua amb en Takashi, un "esper", un individu amb poders de percepció extrasensorial i amb aspecte de patir de progèria. Una organització revolucionària dissident acabava d'extreure en Takashi d'un laboratori secret del govern. Uns soldats armats capturen en Takashi i en Tetsuo acaba a l'hospital. Mentre interroguen en Kaneda i la seva banda, en Kaneda coneix la Kei, un dels revolucionaris. En Kaneda aconsegueix que els alliberin a tots.
Mentrestant el coronel Shikishima i el doctor Onishi descobreixen que en Tetsuo té un poder psíquic similar al d'Akira, un dels "espers", que va causar la destrucció de la ciutat 31 anys abans. La Kiyoko, una altra "esper", té visions sobre la destrucció de Neo-Tòquio, i el coronel decideix ordenar a l'Onishi que mati en Tetsuo si li sembla que el poder d'en Tetsuo es pot desbocar. En Tetsuo fuig de l'hospital, queda amb la seva xicota, la Kaori, i junts roben la moto d'en Kaneda. Quan en Tetsuo i la Kaori es topen amb els Clowns, que els ataquen, en Kaneda i els Càpsules els salven. En Tetsuo comença a mostrar símptomes d'una mena de migranya psíquica i el doctor Onishi l'envia altre cop a l'hospital.
Com que en Kaneda ha salvat a la Kei després d'un atac de la guerrilla, els rebels s'enduen en Kaneda al seu quarter general, en Kaneda decideix cooperar amb ells després de sentir, per casualitat, que els rebels projecten capturar en Tetsuo. Mentrestant en Takashi, la Kiyoko i en Masaru - un tercer "esper" - intenten matar en Tetsuo sense èxit. En Tetsuo perd el nord i es desboca per l'hospital mentre intenta matar-los ell. En Kaneda, la Kei i el coronel intenten aturar en Tetsuo però no se'n surten. En Tetsuo descobreix que l'Akira està preservat en estat criogènic sota el nou Estadi Olímpic de Neo-Tòquio i fuig.

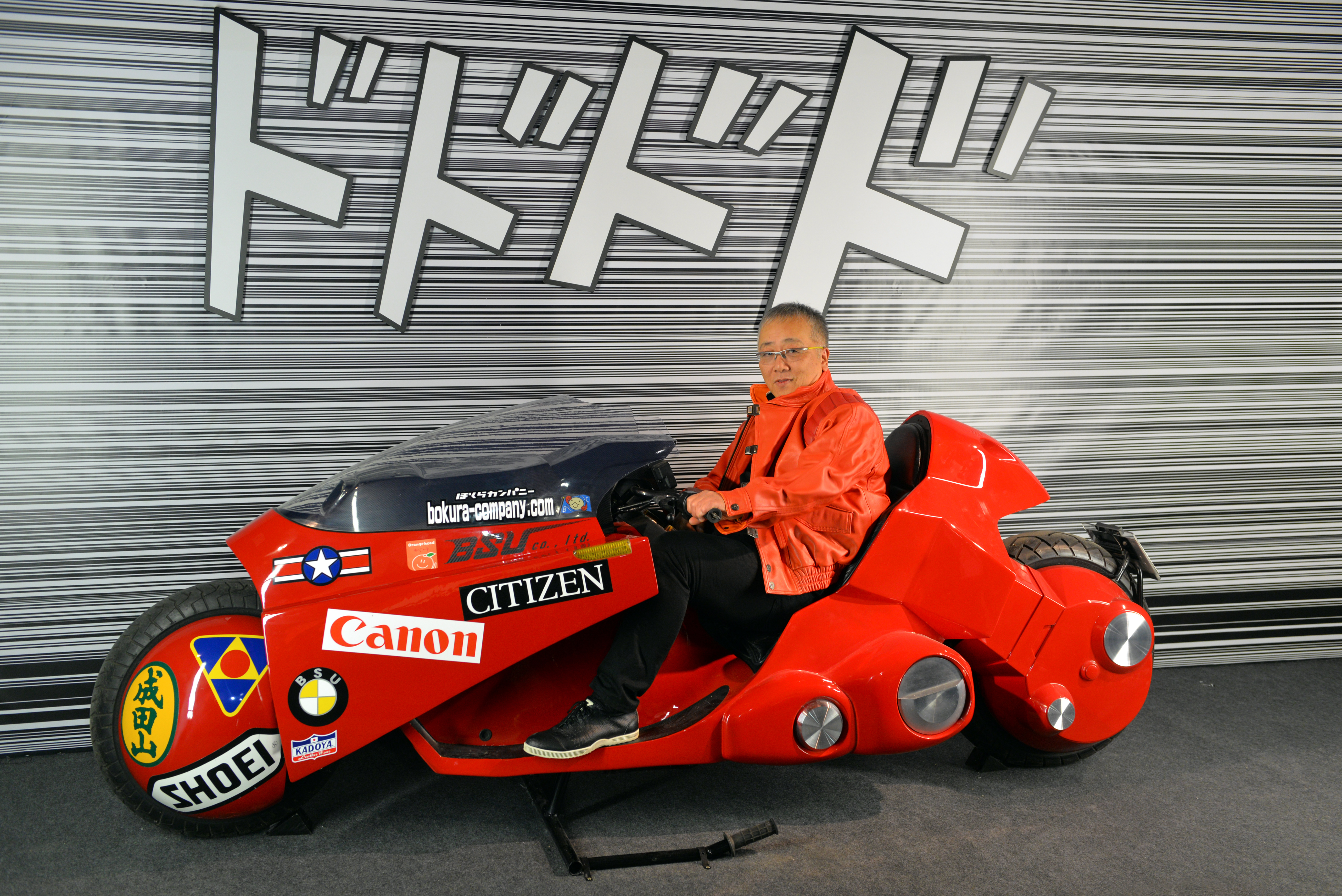
Katsuhiro Otomo amb una reproducció de la moto d'en Kaneda al Festival d'Angoulême (2016).

La Kei i en Kaneda són detinguts, però la Kiyoko — utilitzant la Kei com a mèdium — els explica que cal parar en Tetsuo, i ajuda els joves a escapar-se abans d'endur-se la noia per a combatre en Tetsuo. Desesperat per trobar en Tetsuo, el Coronel declara que Neo-Tokyo quedi sota la llei marcial. En Tetsuo s'enfronta i mata tant el barman com en Yamagata, membre de la banda dels Càpsules. Tot seguit comença a obrir-se camí cap a l'Estadi, destruint la ciutat al seu pas, enfrontant-se i vencent brutalment les forces militars que es creuen en el seu camí. A l'assabentar-se pel seu amic Kai de la mort d'en Yamagata, en Kaneda segueix en Tetsuo a l'estadi, buscant venjança. Quan en Tetsuo arriba al dipòsit criogènic d'Akira, derrota la Kei i exhuma la tomba enterrada d'Akira, descobrint però que tot el que en queda són uns tubs d'assaig amb les restes d'Akira, després que el seu cos hagi estat subjecte de nombrosos experiments.
En Kaneda s'enfronta a en Tetsuo amb una arma làser experimental però és incapaç de vèncer-lo, mentrestant el coronel intenta emprar un làser orbital per a matar en Tetsuo, però només aconsegueix de tallar-li el braç dret. En Tetsuo envia l'arma orbital a l'atmosfera i sintetitza un braç artificial amb els restes dels òrgans de l'Akira. Quan arriba la Kaori, els poders psicoquinètics d'en Tetsuo han començat a causar-li uns dolors terribles. El coronel explica que les drogues que li han administrat, drogues pensades per a controlar les migranyes dels "espers", haurien d'aturar el desenvolupament d'aquestes habilitats incontrolables. Malgrat les súpliques del Coronel, en Tetsuo es nega a fer-li cas i tornar a l'hospital i quasi el mata, però en Kaneda el distreu enfrontant-se-li. En Tetsuo és incapaç de controlar els poders i acaba convertint-se en una massa enorme que xucla en Kaneda i trinxa la Kaori.
Els "espers" desperten l'Akira, qui simplement havia crescut més enllà dels requisits d'una forma biològica coherent. Manifestant-se ell mateix a partir dels tubs d'assaig, l'Akira es retroba amb els seus amics. L'Akira utilitza els seus poders psíquics per a crear una esfera de llum encegadora que engoleix la ciutat, amb la qual conté en Tetsuo. Mentre l'Akira s'enfronta a en Tetsuo, els "espers" s'afanyen a teletransportar el Coronel a resguard i — malgrat l'oposició d'en Masaru i d'en Kiyoko — en Takashi salta a la llum per a rescatar en Kaneda. Els altres "espers" s'uneixen a en Takashi, decidint que caldrà l'esforç dels tres per a salvar en Kaneda, sent conscients que segurament no podran tornar. En Kaneda experimenta les memòries d'infància d'en Tetsuo i dels "espers", inclosa la memòria que li mostra fins a quin punt en Tetsuo confiava amb en Kaneda com a amic i com els nens van ser estudiats abans de la destrucció de Tokyo.
Els "espers" salven en Kaneda de la destrucció i li expliquen que l'Akira portarà en Tetsuo a un lloc segur, la Kiyoko dona a entendre que la Kei comença a desenvolupar els seus propis poders psíquics, cosa que es confirma quan la Kei crida en Kaneda telepàticament. El poder psíquic de l'Akira destrueix gairebé tot Neo-Tokyo, i — després de desaparèixer — deixa un buit que ràpidament s'omple amb les aigües de l'oceà. El Doctor Onishi mor quan el seu laboratori de recerca és destruït. En Kaneda es desperta per descobrir que la Kei i en Kai han sobreviscut, i marxen en moto cap a la ciutat. El Coronel surt del túnel on els "espers" l'havien teletransportat i veu el sol sortir sobre la ciutat destruïda. En Tetsuo aconsegueix el control total dels seus poders mentre inicia un big-bang en una altra dimensió, pronunciant les paraules: "Sóc en Tetsuo."

## Repartiment
- Shotaro Kaneda (金田 正太郎, Kaneda Shōtarō) – És el despreocupat líder d'una banda de joves i té una moto personalitzada que li dona prestigi. En Kaneda i en Tetsuo són molt amics des de la infància. Sovint es burla d'en Tetsuo, tot i que se l'estima com si fos el seu germà petit. Després de rescatar la Kei, en Kaneda s'implica en les activitats del seu grup de guerrillers revolucionaris amb l'esperança de trobar en Tetsuo.
- Tetsuo Shima (島 鉄雄, Shima Tetsuo) – És el millor amic d'en Kaneda des de preescolar i el segon protagonista de la trama. La pel·lícula mostra en Tetsuo com l'ovella negra de la banda a la qual pertany, i com un individu amb un fort complex d'inferioritat que pateix en silenci. En Tetsuo admira en Kaneda, però alhora sent un gran ressentiment per la dependència que en té. Després que es manifestin les seves habilitats telecinèsiques, en Tetsuo es converteix en la nèmesi d'en Kaneda, vol la moto d'en Kaneda (símbol d'estatus i poder) i intenta demostrar que és poderós i capaç de ser independent. Al final aquest poder el supera.
- Kei (ケイ) – Una jove revolucionària que en Kaneda coneix mentre busca en Tetsuo i se n'enamora. És membre d'una facció anti-governamental en la qual en Ryusaku i en Nezu també hi estan involucrats. Inicialment no posseeix cap habilitat sobrenatural, però en ser manipulada pels Espers com una espècie de medium en diverses ocasions, acaba adquirint poders propis.
- Coronel Shikishima (敷島大佐, Shikishima-taisa) o El Coronel – El director actual del projecte governamental que va ser responsable de desencadenar sense voler-ho el poder d'Akira trenta anys abans dels fets de la pel·lícula. Es mostra com un personatge dur i despietat, és en el fons prou pragmàtic per reconèixer el perill que suposen els poders creixents d'en Tetsuo i es preocupa sincerament pels tres Espers sota la seva supervisió. Entre els altres personatges del govern que surten a la pel·lícula, a ell se'l mostra com el que té més principis, fugint de la corrupció i l'hedonisme que caracteritza Neo-Tokyo, seguint en canvi un estricte codi d'honor militar.
- Els Espers: Masaru (マサル, nom en clau #27), Takashi (タカシ, nom en clau #26) i Kiyoko (キヨコ, nom en clau #25) – Companys de n'Akira, tots objecte d'experiments psíquics. Mostren una varietat de poders paranormals que utilitzen per influir en el curs dels esdeveniments. Tot i que els seus poders individuals tenen menys força que els d'Akira o d'en Tetsuo, els seus esforços combinats resulten decisius en la batalla final. Físicament tenen l'aparença de nens, però amb les cares arrugades, els cabells blancs i la pell d'un color blau-verd.
- Akira (アキラ, nom en clau #28) – El personatge que dona nom a la pel·lícula. Akira era un noi jove que va desenvolupar habilitats transcendents psiòniques, gairebé divines mentre servia com a subjecte per experiments secrets governamentals de ESP als anys 80. Com a conseqüència, va perdre el control del seu poder i va causar una terrible explosió va anihilar completament Tokyo el 1988. Després d'aquest esdeveniment apocalíptic, Akira va ser recuperat i sotmès a totes les anàlisis conegudes de la ciència moderna, que va resultar incapaç de resoldre el misteri. El van disseccionar i el van tancar en una cambra criònica sota l'Estadi Olímpic de Neo-Tokyo.
- Nezu (根津) – Un espia del moviment de resistència dins el govern, membre del consell executiu del parlament de Neo-Tokyo. Responsable del segrest d'en Takashi per la resistència i de subministrar informació a la clandestinitat, és tot i així corrupte i sense principis, i ràpidament traeix els seus antics aliats revolucionaris en un rampell de paranoia durant el cop d'estat del Coronel.
- Yamagata (山形) – Un dels membres destacats de la banda d'en Tetsuo. Sovint li fa la punyeta a en Tetsuo, actitud que li comporta la mort quan els poders d'en Tetsuo comencen a manifestar-se.
- Kai (甲斐) – Un altre membre de la banda d'en Kaneda, en Kai té un paper menor en la batalla final contra en Tetsuo. És molt amic d'en Yamagata i romanen junts quan la banda es trenca, sent un dels pocs membres que sobreviuen.
- Kaori (カオリ) – La xicota d'en Tetsuo. Es manté al costat d'en Tetsuo encara que ell la tracta de forma abusiva per semblar dur davant els seus amics. Quan en Tetsuo comença la seva devastació per Neo-Tokyo, ella el segueix, i quan els seus poders es manifesten i provoquen que el seu cos es deformi i augmenti a proporcions grotesques, ella és engolida dins seu i esclafada pels seus òrgans.

## Doblatge
| Personatge        | Doblador japonès (1988)       | Doblador català (1996) | Doblador valencià (2011) |
| ----------------- | ----------------------------- | ---------------------- | ------------------------ |
| Shōtarō Kaneda    | Mitsuo Iwata                  | Sergi Zamora           | Enric Puig               |
| Tetsuo Shima      | Nozomu Sasaki                 | Albert Trifol Segarra  | Jorge Tejedor            |
| Kei               | Mami Koyama                   | Sílvia Gómez           | Eva Bau                  |
| Coronel           | Tarō Ishida                   | Joan Carles Gustems    | Sergio Capelo            |
| Doctor Ōnishi     | Mizuho Suzuki                 | Antonio Crespo         | Francesc Fenollosa       |
| Ryūsaku (Roy)     | Tetsusho Genda (Tesshō Genda) | Oriol Rafel            | César Lechiguero         |
| Kiyoko (N. 25)    | Sachie Ito                    |                        | Rosa López               |
| Takashi (N. 26)   | Tatsuhiko Nakamura            | Xavier Fernández       |                          |
| Masaru (N. 27)    | Kazuhiro Kando                | Emili Freixas          | Maria Carme Giner        |
| Kaori             | Yuriko Fuchizaki              | Núria Trifol           | Ruth Doménech            |
| Yamagata (Yama)   | Masaaki Ōkura                 | Aleix Estadella        | Darío Torrent            |
| Kai               | Takeshi Kusao                 | Claudi Domingo         | Benja Figueres           |
| Nezu              | Hiroshi Ōtake                 | Josep Maria Zamora     |                          |
| Miyako            | Kōichi Kitamura               |                        | Felip Bau                |
| Inspector         | Michihiro Ikemizu             | Santi Lorenz           |                          |
| Eiichi Watanabe   | Tarō Arakawa                  |                        | Martí Pich               |
| Mitsuru Kuwata    | Yukimasa Kishino              | Amadeu Aguado          |                          |
| Yūji Takeyama     | Masato Hirano                 | Pep Ribas              |                          |
| Soldats           | Kazumi Tanaka                 |                        |                          |
| Harukiya          | Yōsuke Akimoto                | José Javier Serrano    |                          |
| Enginyer Sakiyama | Masayuki Katō                 | Quim Roca              |                          |

## Producció
Mentre treballava en el manga original, Akira, Katsuhiro Otomo no tenia intenció de fer cap mena d'adaptació de la sèrie, però li va cridar l'atenció el fet que li oferissin encarregar-se del desenvolupament de la seva obra per a la pantalla gran. Va accedir que es fes una pel·lícula d'anime sobre la sèrie sempre que ell en tingués el control creatiu, decisió basada de l'experiència que havia adquirit quan va treballar en la pel·lícula Harmagedon, basada en el manga i les novel·les de la sèrie Genma Taisen. L'Akira Committee va ser el nom que es va donar a una associació de diverses grans companyies d'entreteniment japoneses reunides per realitzar la producció de la pel·lícula Akira. L'assemblea del grup va ser necessària per un pressupost poc convencional d'uns 1.100.000.000 de ¥, destinat a igualar l'èpica present al manga de més de 2.000 pàgines d'Otomo. El comitè estava format per l'editor Kodansha Ltd., Mainichi Broadcasting System, Inc., Bandai Co., Ltd., Hakuhodo Incorporated, distributor Toho Co., Ltd., Laserdisc Corporation i Sumitomo Corporation, Tots aportaren diners per a la pel·lícula i la seva promoció. L'animació de la pel·lícula va anar a càrrec de productors d'animació, Tokyo Movie Shinsha Co., Ltd.
La majoria dels anime són famosos per ser animacions limitades, com ara que només es mouen la boca dels personatges mentre les seves cares es mantenien estàtiques així com només animar els personatges principals.
Akira va trencar aquesta tendència amb escenes detallades, preregistrant els diàlegs dels actors (els diàlegs s'enregistren abans que la pel·lícula comenci la producció per tal que els moviments dels llavis dels personatges estiguin coordinats amb les veus)
la primera vegada que es feia per a una producció d'anime, tot i que els actors de veu van actuar amb l'ajuda dels animadors – i dotant a la pel·lícula d'una animació molt fluida amb les més de 160.000 fotogrames d'animació. Les imatges generades per ordinador també es van utilitzar a la pel·lícula, principalment per animar l'indicador de patrons utilitzat per Doctor Ōnish, però també es va utilitzar per traçar els camins de la caiguda d'objectes, modelar efectes de paral·laxi sobre fons i ajustar la il·luminació i les llums de les lents. A diferència dels seus predecessors d'acció real, Akira també tenia el pressupost per mostrar un Tòquio futurista completament realitzat.
El teaser tràiler d'Akira es va estrenar el 1987. La pel·lícula es va completar el 1987 i es va estrenar el 1988, dos anys abans que el manga acabés oficialment el 1990. Es diu que Otomo va omplir 2000 pàgines de quaderns, que contenien diverses idees i dissenys de personatges per a la pel·lícula, però el guió final consistia en només 738 pàgines. Va tenir grans dificultats per completar el manga; Otomo ha afirmat que la inspiració per a la seva conclusió va sorgir d'una conversa que va mantenir amb Alejandro Jodorowsky el 1990. Més tard, va recordar que el projecte de la pel·lícula havia de començar amb l'escriptura d'un final que portés el tancament adequat als personatges principals, a les històries i als temes sense ser extraordinàriament llarg, de manera que pogués saber en ordre invers quins elements del manga farien el tall l'anime i així resoldre adequadament els diversos elements del manga en una història magra de dues hores.
Otomo és un gran fan Tetsujin 28-go. Com a resultat, les seves convencions de nomenament coincideixen amb els personatges de Tetsujin 28-go: Kaneda comparteix el seu nom amb el protagonista de Tetsujin 28-go; El coronel Shikishima comparteix el seu nom amb el professor Shikishima de Tetsujin 28-go, mentre que Tetsuo rep el nom del fill de Shikishima, Tetsuo Shikishima; Ryūsaku d'Akira rep el nom de Ryūsaku Murasame. A més, Takashi té un "26" tatuat a la mà que s'assembla molt a la font utilitzada a Tetsujin 28-go. El nom homònim de la sèrie, Akira, és el número 28 d'una línia de psíquics que el govern ha desenvolupat, el mateix nombre que Tetsujin-28.
El so del motor de la moto de Kaneda es va produir mitjançant la composició del so d'una moto Harley-Davidson de 1929 amb el d'un motor de reacció.

## Distribució

### Cinema
L'estrena d'Akira, a càrrec de Toho, va tenir lloc el 16 de juliol del 1988. La distribuidora nord-americana Streamline Pictures, acabada de fundar, ràpidament va adquirir els drets d'una versió en anglès que havia doblat la mateixa Kōdansha, la pel·lícula es va poder veure en uns quants cinemes nord-americans des de finals del 1988 i durant tot el 1889. Streamline va aconseguir els drets de distribució quan tant en George Lucas com n'Steven Spielberg la van titllar d'invendible als Estats Units. Al Regne Unit, l'Institute of Contemporary Arts va ser la distribuidora d'Akira, que es va estrenar el 25 de gener del 1991 i reestrenar el 13 de juliol del 2013. A Austràlia la distribució va anar a càrrec d'Island World Communications i Satellite Entertainment, posteriorment va passar a Manga Entertainment i a Madman Entertainment, quan la filial australiana de Manga Entertainment es va fusionar amb Madman. Al Canadà la versió de Streamline, la va distribuir el 1990 Lionsgate (en aquella època anomenada C/FP Distribution). El 2001 la Pioneer va reestrenar la pel·lícula en uns quants cinemes amb un nou doblatge en anglès produït per Animaze, la pel·lícula es va poder veure de març a desembre d'aquell any.
Akira es va estrenar a Catalunya el 1991 durant la 24a edició del Festival Internacional de Cinema Fantàstic de Sitges (avui Festival Internacional de Cinema Fantàstic de Catalunya), i arreu d'Espanya el 10 de juliol del 1992.

## Banda sonora
Geinō Yamashirogumi (芸能山城組) va ser l'encarregat de la gravació d'AKIRA: Original Soundtrack (Akira: Banda Sonora Original). El director musical Shoji Yamashiro va compondre i dirigir la música. La publicació inclou música que es va gravar expressament per a aquesta edició. Les cançons "Kaneda", "Battle Against Clown" i "Exodus From the Underground Fortress" són en realitat part del mateix cicle musical, per exemple la seqüència inicial de la moto inclou elements de "Battle". Les cançons segueixen el mateix ordre general que a la pel·lícula. La versió publicada a Amèrica del Nord conté una gran quantitat de notes de producció de David Keith Riddick i Robert Napton.
Es va publicar una segona banda sonora amb la música original, els efectes de so i els diàlegs de la pel·lícula.
Symphonic Suite AKIRA (Suite Simfònica AKIRA) conté la mateixa banda de música que AKIRA: Original Soundtrack, però no inclou ni les veus ni els efectes de so.
Symphonic Suite AKIRA LP - llista de cançons
1. "Kaneda"
2. "Tetsuo"
3. "Ohjifuchi"
4. "Exodus From the Underground Fortress" (Èxode de la fortalesa subterrània)
5. "Requiem" (Rèquiem)

Symphonic Suite AKIRA & AKIRA: Original Soundtrack CD - llista de cançons
1. "Kaneda"  – 3:10
2. "Battle Against Clown" (Batalla contra el Pallasso)  – 3:36
3. "Winds Over Neo-Tokyo"(Vents sobre Neo-Tòquio) – 2:48
4. "Tetsuo"  – 10:18
5. "Doll's Polyphony" (Simfonia de la Nina)  – 2:55
6. "Shohmyoh"  – 10:10
7. "Mutation" (Mutació)  – 4:50
8. "Exodus From the Underground Fortress" (Èxode de la fortalesa subterrània)  – 3:18
9. "Illusion" (Il·lusió)  – 13:56
10. "Requiem" (Rèquiem)  – 14:20

AKIRA: The Original Japanese Soundtrack (Banda sonora original japonesa) - llista de cançons
1. "Kaneda"  – 9:56
2. "Tetsuo 1"  – 12:36
3. "Tetsuo 2"  – 12:33
4. "Akira"  – 7:56

## Videojocs
El 1988 la Taito va llançar Akira, un videojoc d'aventures per a la NES (Famicom al Japó) que només es va vendre al país nipó. Es va iniciar la producció d'un altre joc d'Akira per a la Super Nintendo, la Mega Drive i la Sega Mega-CD, però es va cancel·lar junt amb el projecte d'un altre joc pensat per a les consoles portàtils Game Boy i Game Gear. L'empresa britànica International Computer Entertainment va produir un videojoc basat en Akira per a l'Amiga i l'Amiga CD32 el 1994. Per a aprofitar el llançament en DVD de la pel·lícula, el 2002 la Bandai va editar Akira Psycho Ball, un simulador de pinball (joc del milió) per a la PlayStation 2.

## Pel·lícula d'imatge real
El 2002 es va estendre la notícia que la Warner Bros. havia adquirit els drets per a produir una versió en imatge real d'Akira.
Des d'aleshores els noms d'una colla de directors, guionistes i productors s'han relacionat amb aquest projecte, la llista començà amb Stephen Norrington (guionista/director) i Jon Peters (productor). El 2008, l'Anime News Network va anunciar el nou equip, en Ruairí Robinson n'havia de ser el director, en Gary Whitta el guionista i n'Andrew Lazar, en Leonardo DiCaprio i la Jennifer Davisson en serien els productors. A finals del 2009, en Whitta va anunciar que ja no estava implicat en la producció, i es deia que en Mark Fergus i en Hawk Ostby eren els nous encarregats del guió. El febrer del 2010, Deadline.com va publicar que la Warner havia començat a negociar la direcció de la pel·lícula amb els germans Allen i Albert Hughes. El 17 de juny del mateix any, el productor Lazar va dir que havien contractat un nou guionista i que la producció de la pel·lícula agafava empenta. També va declarar que n'Albert Hughes en seria l'únic director i que Akira es dividiria en dues pel·lícules, la primera correspondria als tres primers volums i la segona als tres darrers. L'abril del 2011, en Chris Weston va declarar que li havien encarregat el disseny conceptual i que també treballava en els storyboards de la nova adaptació cinematogràfica, però que encara no se n'havia aprovat la producció. Un mes més tard, el 26 de maig, s'anunciava que el director, Albert Hughes, havia abandonat el projecte per diferències creatives. El 14 de juliol s'anunciava l'elecció del director català Jaume Collet-Serra com a substitut de Hughes.
Una altra font d'especulació ha estat el repartiment. El 2009 hi havia rumors sobre la participació dels actors Leonardo DiCaprio i Joseph Gordon-Levitt. Durant el novembre del 2010, es va anunciar que es negociava amb Zac Efron per al paper principal, i Morgan Freeman havia de ser l'actor designat per a fer de Coronel Shikishima.
El febrer del 2011, es va anunciar que James Franco negociava fer de Kaneda. Aquell mateix mes, Vulture va publicar que li havien ofert el paper de Kei a Mila Kunis, però que l'havia rebutjat per a fer de Bruixa Dolenta de l'Oest a la pel·lícula Oz the Great and Powerful. Deadline va anunciar que Garrett Hedlund, Michael Fassbender, Justin Timberlake, Joaquin Phoenix i Chris Pine eren candidats a fer de Kaneda, mentre que Andrew Garfield i James McAvoy podien estar negociant el paper de Tetsuo el març del 2011. Deadline també va declarar que havien encarregat a Steve Kloves la nova redacció del guió de la pel·lícula i que havien iniciat les negociacions amb en Robert Pattinson per a un dels papers, però ell ha negat cap implicació amb la franquícia. El 6 de maig del 2011 es va dir que havien oferit el paper de Kaneda a en Keanu Reeves, però 11 dies després, el 17 de maig, van dir que havia declinat l'oferta.
En George Takei va parlar amb The Advocate l'abril del 2011 dels rumors sobre el càsting, i va declarar que el fet d'emprar actors blancs per a Akira podia ofendre tant els asiàtics com els fans del manga original i de la pel·lícula d'animació.
El 24 d'octubre del mateix any es va publicar a l'Actors Access l'anunci d'un nou càsting per a la pel·lícula d'imatge real, pocs dies després que la Warner Bros. hagués aprovat altra vegada la seva producció. Segons l'anunci, per al paper de Tetsuo, l'equip de producció buscava un actor de "qualsevol origen ètnic", d'entre 20 i 25 anys i "strung out, intense, a street rat." For Kei, the casting call was looking for a female between 20–30 years old, also of "any ethnicity", who is "tough, sexy, strong willed, and street savvy." According to Variety, Garrett Hedlund is the frontrunner for the other lead role of Shotaro Kaneda.

### Crítiques abans del rodatge
Existeix certa polèmica entre aficionats i especialistes entorn de les decisions que s'han pres i s'estan prenent en el plantejament de la pel·lícula, entre elles el fet que l'acció tingui lloc a Neo-Manhattan en lloc de Neo-Tòquio, que els protagonistes siguin nord-americans (o anglesos) i sobre els diversos canvis més de la trama.